# Chrom(V)-fluorid
Chrom(V)-fluorid ist eine chemische Verbindung der Elemente Chrom und Fluor. Es ist ein karmesinroter, kristalliner Feststoff, der bei 34 °C schmilzt und sehr flüchtig ist. Auch ist dieser Stoff sehr stark oxidierend.

## Gewinnung und Darstellung
Chrom(V)-fluorid kann direkt aus den Elementen bei 400 °C und einem Druck von 200 bar gewonnen werden:
{\displaystyle \mathrm {2\ Cr+5\ F_{2}\longrightarrow 2\ CrF_{5}} }

## Eigenschaften

### Physikalische Eigenschaften
Chrom(V)-fluorid liegt in fester Phase polymer in Form von cis-verknüpften CrF6-Oktaedern vor, in der Gasphase monomer in Form trigonal-bipyramidaler Moleküle vor. Die Kristallstruktur ist orthorhombisch, Raumgruppe Pbcm (Raumgruppen-Nr. 57), mit den Gitterparametern a = 7,829 Å, b = 7,534 Å und c = 5,518 Å.

### Chemische Eigenschaften
Chrom(V)-fluorid ist ein starkes Oxidationsmittel und bildet CrF6−-Komplexe, die oktaedrisch sind.